# Europäische Kommission gegen Rassismus und Intoleranz
Die Europäische Kommission gegen Rassismus und Intoleranz (engl. European Commission against Racism and Intolerance, kurz ECRI) ist eine unabhängige Kommission des Europarates zur Bekämpfung von Rassismus, Diskriminierung, Fremdenfeindlichkeit, Antisemitismus und Intoleranz nach der Europäischen Menschenrechtskonvention und wurde 1993 völkerrechtlich vereinbart. Die ECRI ist kein Konventionsorgan, sondern geht unmittelbar auf den Beschluss der Staats- und Regierungschefs zurück, der durch das Ministerkomitee des Europarats umgesetzt wurde. Seit 2013 behandelt sie auch Diskriminierung und Intoleranz gegenüber LGBT+ Menschen. 

## Mitglieder
Die Kommission besteht aus 47 unabhängigen Menschenrechtsexperten, von denen jeweils einer von jedem Mitgliedsstaat des Europarats für fünf Jahre berufen wird. Der Vorsitzende ist seit 2024 der Schweizer Bertil Cottier.

## Rechtliche Grundlagen
Rechtliche Arbeitsgrundlagen sind die Europäische Konvention zum Schutze der Menschenrechte und Grundfreiheiten (EMRK), das 12. Zusatzprotokoll zur EMRK und die Rechtsprechung des Europäischen Gerichtshofs für Menschenrechte (EGMR). 

## Arbeit
Die Kommission veröffentlicht regelmäßige Berichte zur Situation in den 47 Mitgliedsstaaten, spricht konkrete Empfehlungen an die nationalen Behörden zur praktischen Verbesserung auf lokaler, nationaler und internationaler Ebene aus und berät die Mitgliedsstaaten. Daneben hat sie 14 allgemeine Politikempfehlungen erarbeitet. Die dritte Säule in der Tätigkeit der ECRI ist die Arbeit mit der Zivilgesellschaft und nationalen Behörden, die, wie die deutsche Antidiskriminierungsstelle des Bundes, die schweizerische Eidgenössische Kommission gegen Rassismus und die österreichische Gleichbehandlungsanwaltschaft mit der Verwirklichung des Gleichheitsrecht und der Bekämpfung von Rassismus und Intoleranz beauftragt sind. In der fünften Monitoringrunde, die 2013 begonnen hat, behandelt ECRI in den Länderberichten auch Diskriminierung und Intoleranz gegenüber homo-, trans- und bisexuellen und Menschen (LGBTQ+) und richtet auch in diesem Bereich Empfehlungen an die Mitgliedsstaaten. 

## Berichte
- Deutschland
  - ECRI-Bericht über Deutschland (sechste Prüfungsrunde). ECRI länderspezifischer Ansatz: Bericht über Deutschland, Nr. 6. Europarat, Straßburg März 2020 (54 S., institut-fuer-menschenrechte.de [PDF; 1,9 MB]).
  - ECRI-Bericht über Deutschland (fünfte Prüfungsrunde). ECRI länderspezifischer Ansatz: Bericht über Deutschland, Nr. 5. Europarat, Straßburg Februar 2014 (54 S., institut-fuer-menschenrechte.de [PDF; 634 kB]).
  - ECRI-Bericht über Deutschland (vierte Prüfungsrunde). ECRI länderspezifischer Ansatz: Bericht über Deutschland, Nr. 4. Europarat, Straßburg Mai 2009 (58 S., institut-fuer-menschenrechte.de [PDF; 537 kB]).
  - Dritter Bericht über Deutschland. ECRI länderspezifischer Ansatz: Bericht über Deutschland, Nr. 3. Europarat, Straßburg Juni 2004 (39 S., institut-fuer-menschenrechte.de [PDF; 391 kB]).
  - Zweiter Bericht über Deutschland. ECRI länderspezifischer Ansatz: Bericht über Deutschland, Nr. 2. Europarat, Straßburg Juli 2001 (34 S., institut-fuer-menschenrechte.de [PDF; 379 kB]).
  - Erster Bericht über Deutschland. ECRI länderspezifischer Ansatz: Bericht über Deutschland, Nr. 1. Europarat, Straßburg März 1998 (15 S., institut-fuer-menschenrechte.de [PDF; 303 kB]).
- Österreich
  - ECRI-Bericht über Österreich (sechste Prüfungsrunde). ECRI länderspezifischer Ansatz: Bericht über Österreich, Nr. 6. Europarat, Straßburg März 2020 (50 S., coe.int [PDF; 1,4 MB]).
  - ECRI-Bericht über Österreich (fünfte Prüfungsrunde). ECRI länderspezifischer Ansatz: Bericht über Österreich, Nr. 5. Europarat, Straßburg Oktober 2015 (57 S., coe.int [PDF; 995 kB]).
  - ECRI-Bericht über Österreich (vierte Prüfungsrunde). ECRI länderspezifischer Ansatz: Bericht über Österreich, Nr. 4. Europarat, Straßburg März 2010 (61 S., coe.int [PDF; 768 kB]).
  - Dritter Bericht über Österreich. ECRI länderspezifischer Ansatz: Bericht über Österreich, Nr. 3. Europarat, Straßburg Februar 2005 (43 S., coe.int [PDF; 837 kB]).
  - Zweiter Bericht über Österreich. ECRI länderspezifischer Ansatz: Bericht über Österreich, Nr. 2. Europarat, Straßburg April 2001 (23 S., coe.int [PDF; 371 kB]).
  - Erster Bericht über Österreich. ECRI länderspezifischer Ansatz: Bericht über Österreich, Nr. 1. Europarat, Straßburg März 1999 (19 S., coe.int [PDF; 171 kB]).
- Schweiz
  - ECRI-Bericht über die Schweiz (sechste Prüfungsrunde). ECRI länderspezifischer Ansatz: Bericht über die Schweiz, Nr. 6. Europarat, Straßburg März 2020 (46 S., coe.int [PDF; 1,6 MB]).
  - ECRI-Bericht über die Schweiz (fünfte Prüfungsrunde). ECRI länderspezifischer Ansatz: Bericht über die Schweiz, Nr. 5. Europarat, Straßburg September 2014 (51 S., coe.int [PDF; 782 kB]).
  - ECRI-Bericht über die Schweiz (vierte Überwachungsperiode). ECRI länderspezifischer Ansatz: Bericht über die Schweiz, Nr. 4. Europarat, Straßburg September 2009 (61 S., coe.int [PDF; 730 kB]).
  - Dritter Bericht über die Schweiz. ECRI länderspezifischer Ansatz: Bericht über die Schweiz, Nr. 3. Europarat, Straßburg Januar 2004 (38 S., humanrights.ch [PDF; 383 kB]).
  - Zweiter Bericht über die Schweiz. ECRI länderspezifischer Ansatz: Bericht über die Schweiz, Nr. 2. Europarat, Straßburg März 2000 (20 S., admin.ch [PDF; 92 kB]).
  - First report on Switzerland. ECRI länderspezifischer Ansatz: Bericht über die Schweiz, Nr. 1. Europarat, Straßburg März 1998 (englisch, 13 S., coe.int [PDF; 433 kB]).

- Liechtenstein
  - ECRI-Bericht zu Liechtenstein 2012 (pdf)
  - [1]

## Allgemeine Politikempfehlungen
- Allgemeine Politikempfehlung Nr. 2 - Fachorgane zur Bekämpfung von Rassismus, Fremdenhass, Antisemitismus und Intoleranz auf nationaler Ebene, 1997 (pdf)
- Allgemeine Politikempfehlung Nr. 7 - Nationale Gesetzgebung zur Bekämpfung von Rassismus und Rassendiskriminierung 2002 (pdf)
- Allgemeine Politikempfehlung Nr. 13 - Bekämpfung von Romafeindlichkeit und der Diskriminierung von Roma 2011 (pdf)
- Englischer Text aller 14 Allgemeinen Politikempfehlungen (pdf)